# Arguswaran
Der Arguswaran (Varanus panoptes) ist eine Art der Schuppenkriechtiere (Squamata) aus der Gattung der Warane (Varanus). Dieser maximal 1,6 m lange Waran bewohnt Australien und Neuguinea und ist ein generalistischer Fleischfresser. Es werden drei Unterarten unterschieden. Bestandsrückgänge erlitt der Arguswaran vor allem wegen des Vormarschs der invasiven Agakröte (Bufo marinus).

## Merkmale
Der Arguswaran ist ein recht großer Waran, die größten Männchen erreichen Gesamtlängen von 1,6 m bei einem Gewicht von 7 kg. Hinsichtlich der Größe besteht ein ausgeprägter Geschlechtsdimorphismus: Die Weibchen erreichen eine Gesamtlänge von nur etwa 1 m bei einem Gewicht von meist 1,5, selten über 2 kg. Die Schwanzlänge beträgt bei beiden Geschlechtern etwa das 1,4fache der Kopf-Rumpf-Länge. Arguswarane sind recht kräftig gebaut und haben einen seitlich zusammengedrückten Schwanz. Der Körper ist dunkel rotbraun bis dunkelgrau oder schwarz, und mit kleinen gelben Flecken und dunklen Punkten gezeichnet, die in Bändern angeordnet sind. Am Kopf finden sich hellgelbe, horizontale Streifen. Die Punktzeichnungen erstrecken sich bis zu den seitliche Teilen des Bauches und zur Kehle.
Der Arguswaran sieht dem Goulds Waran (Varanus gouldii) sehr ähnlich, und die beiden Arten werden häufig verwechselt. Allgemein ist der Arguswaran deutlich robuster und schwerer gebaut als der Goulds Waran. Außerdem besitzt die Unterart des Arguswarans V. p. panoptes dunkle Querstreifen um ihr hinteres, hell gefärbtes Schwanzende, während der Goulds Waran keine solche Bänderung des letzten Schwanzdrittels aufweist. Außerdem besitzen Goulds Warane keine größeren, dunklen Flecken auf dem Rücken.
Zur Bestimmung kann laut Christian (2004) auch das Verhalten gegenüber Menschen herangezogen werden: Während der Goulds Waran bei einer Konfrontation mit einem Menschen meist schnell zu einem beliebigen nahegelegenen Versteck rennt, zeigt der Arguswaran entweder aggressives Abwehrverhalten, oder er rennt einen weiten Weg zu seinem angestammten Unterschlupf. In einem Sack gefangen, bleibt der Goulds Waran passiv, während der Arguswaran mit Gezappel oder zischenden Lauten reagiert, wenn er gestoßen wird.

## Verbreitung und Lebensraum
Die Art bewohnt die nördlichen Teile von Western Australia, das Northern Territory, Queensland und den Süden Neuguineas. Der Arguswaran bewohnt eine große Vielfalt an Lebensräumen, etwa Feuchtgebiete und Flüsse, aber auch küstennahe Regionen, Savannen, Wälder, Mangroven und urbane Räume.

## Unterarten
Aktuell werden vom Arguswaran drei Unterarten anerkannt:
- V. p. panoptes: Die Nominatform bewohnt den äußersten Nordosten von Western Australia, das nördliche Northern Territory und, bis auf den äußersten Süden, ganz Queensland. Das hintere Drittel des Schwanzes ist blass gefärbt und dunkel quergestreift.[2]
- V. p. horni: Südliches Neuguinea, Torres-Straße.
- V. p. rubidus: Western Australia, von Pilbara im Norden nach Süden bis zu Fields Find und Mount Linden. Auch Dolphin Island und Dampier-Archipel. Die Unterart ist rötlich gefärbt und hat keine Querbänder um das hintere Drittel des Schwanzes.[2]

## Lebensweise

### Verhalten
Wie alle Warane ist auch der Arguswaran tagaktiv. In der Nacht zieht er sich in einen selbst gegrabenen Bau zurück. Die Art ist vor allem bodenbewohnend, kann jedoch auch klettern, wenn auch unbeholfener als andere Arten. Arguswarane sind gute Schwimmer und jagen gelegentlich im seichten Wasser. In Wäldern und trockenen Gegenden vergraben sich die Warane zu Beginn der Trockenzeit und halten 4–5 Monate, also bis zum nächsten Regen, eine Ruheperiode. In Feuchtgebieten bleiben sie solange aktiv, bis das letzte Wasser vertrocknet ist, da sich dann die Beute am verbliebenen Wasser konzentriert und leichter zu fangen ist. Erst zum Ende der Trockenzeit vergraben sie sich. An permanenten Gewässern ist der Arguswaran das ganze Jahr über aktiv.
Auch wenn der Arguswaran ein eher passiver Thermoregulator ist, zeigt er gelegentlich typisches Sonnverhalten und erreicht aufgrund der vergleichsweise guten Wärmeabsorptionseigenschaften seiner Haut tagsüber eine durchschnittliche Körpertemperatur von 36,4 °C. Nach Beobachtungen am Daly River im Northern Territory sonnt sich die Art am frühen Morgen und sucht am späten Morgen nach Nahrung, um dann zur Mittagszeit entweder in schattigen Arealen nach Nahrung zu suchen oder sich in ihre Baue zurückziehen. Später wird der Arguswaran dann wieder aktiv und zieht sich abends schließlich in seinen Bau zurück.

### Ernährung
Generell isst dieser Waran alles, was er überwältigen kann, sowohl verschiedene Wirbellose (z. B. Insekten) und Wirbeltiere (z. B. Echsen, kleine Säuger, Fische) als auch Eier und Aas. Besonders ungewöhnliche, in der Literatur erwähnte Beutetiere sind u. a. Kragenechsen (Chlamydosaurus kingii), Todesottern (Acanthophis antarcticus), Araura-Warzenschlangen (Acrochordus arafurae) und ein Goulds Waran, der etwa 11 % der Körpermasse des Arguswaran wog. Auch dringt der Arguswaran gelegentlich in Hühnerställe ein, wo er die Vögel und deren Eier erbeutet. Für die Population an der Fog Bay (Northern Territory) sind zur Trockenzeit die Eier diverser Meeresschildkröten eine wichtige Nahrungsquelle.
Der Arguswaran ist ein aktiver Verfolgungsjäger, der Beute züngelnd mit seinem offenbar außergewöhnlich guten Geruchssinn aufspürt. Nach Studien in den 1990er Jahren bei an Gewässern lebenden Arguswaranen suchen die Echsen zur Trockenzeit an einem etwa 2 km langen Abschnitt des Flusses nach Nahrung. Im Schnitt laufen die Echsen 3,5 Stunden pro Tag, maximal 6,6 Stunden, und sind damit sehr aktiv. In der Regenzeit bewegen sie sich nur etwa 1 Stunde am Tag, da Nahrung reichlich vorhanden ist. Der Arguswaran ist dafür bekannt, Beute aus der Erde auszugraben, so etwa die Trockenzeit überdauernde Goulds Warane und Schildkröteneier. Auch dies spricht für seinen außergewöhnlich entwickelten Geruchssinn. Nach Beobachtungen in Queensland taucht der Arguswaran auch bis zu 10 min, um Süßwassermuscheln zu jagen.

### Fortpflanzung
Angaben zur Fortpflanzung in freier Natur sind spärlich. Laut Shea & Sadlier (2001) werden die Eier im April gelegt, und die Jungtiere schlüpfen im Oktober. Ein Gelege umfasst 6–14 Eier. Andererseits wurde auch von einem Gelege in der Nähe von Darwin berichtet, dass offenbar im Dezember gelegt wurde; die Jungtiere schlüpften im Juli. Die Jungtiere dieses Geleges wiesen eine Kopf-Rumpf-Länge von 12–13 cm auf und wogen 27,7–32,2 g.
Auffallend sind gelegentlich aufgefundene gemeinsame Nistplätze, an denen die Weibchen in hoher Dichte nisten. Auf 25–60 m² finden sich 10–20 Baue mit Eiern. Das Verhalten an diesen Nistplätzen ist unzureichend erforscht.
Von in Gefangenschaft lebenden Arguswaranen ist bekannt, dass sie sich parthenogenetisch fortpflanzen können.

## Systematik
Die Erstbeschreibung von Varanus panoptes erfolgte 1980 durch Glenn Storr, der anfänglich die beiden Unterarten V. p. panoptes und V. p. rubidus aufführte. Wolfgang Böhme beschrieb 1988 V. p. horni. Außerdem entdeckte er 1991, dass ein Lectotyp von V. gouldii tatsächlich ein V. panoptes war. Die Trennung zwischen den beiden Arten wurde jedoch beibehalten, und der Lectotyp für ungültig erklärt.

## Gefährdung
Langjährige Beobachtungen am Daly River im Northern Territory zeigten, dass sich die in Australien eingebürgerten, hochgiftigen Agakröten (Bufo marinus) dramatisch auf den Bestand des Arguswarans auswirken. Aga-Kröten stammen ursprünglich aus Südamerika und wurden 1935 in Australien als biologische Maßnahme gegen Zuckerrohrschädlinge ausgesetzt (siehe Aga-Kröte: Auswirkungen auf die Fauna Australiens). Warane, die Agakröten fressen oder in den Mund nehmen, sterben an dem Hautgift des Amphibs. Die Agakröten erreichten den Daly River im Jahr 2003; im Vergleich zu den ebenfalls am Daly River beobachteten Mitchells Waranen (Varanus mitchelli) und Australische Wasserwaranen (Varanus mertensi) nahm die Population des Arguswarans besonders schnell und dramatisch ab. Anhand der Häufigkeit der Sichtungen von Arguswaranen bei einzelnen Kontrollgängen wurde auf einen Bestandsrückgang von 77–90 % unmittelbar nach Ankunft der Kröten geschlossen. Auch für weitere Gebiete wurden Bestandsrückgänge von um die 90 % verzeichnet.

## Belege
1. 1 2 3 4 5 6 7 8 9 10  
K. Christian (2004): Varanus panoptes. In: E. R. Pianka & D. R. King (Hrsg.): Varanoid Lizards of the World: 423-429. Indiana University Press, Bloomington & Indianapolis. ISBN 0-253-34366-6.
2. 1 2 3 4  
S. Wilson & G. Swan (2010): A complete guide to reptiles of Australia: 396 & 398. New Holland Publishers, Sydney, Auckland, London, Cape Town (3. Aufl.). ISBN 978-1-877069-76-5.
3. ↑  
G. Thompson (2004): Varanus gouldii. In: E. R. Pianka & D. R. King (Hrsg.): Varanoid Lizards of the World: 380-400. Indiana University Press, Bloomington & Indianapolis. ISBN 0-253-34366-6.
4. ↑  
Varanus panoptes In: The Reptile Database; abgerufen am 30. Januar 2011.
5. 1 2  
J. S. Doody et al. (2007): A Preliminary Assessment of the Impacts of Invasive Cane toads (Bufo marinus) on Three Species of Varanid Lizards in Australia. Mertensiella 16 (Advances in Monitor Research III): 218-227
6. ↑  
R. Shannon (2008): Observations on Three Species of Varanus in Ilfracombe, Queensland. Biawak 2(2): 80-86 (Volltext)
7. ↑  
S. J. Blamires (2004): Habitat Preferences of Coastal Goannas (Varanus panoptes): Are They Exploiters of Sea Turtle Nests at Fog Bay, Australia?. Copeia 2004(2): 370-377
8. ↑  
R. Shannon & R. W. Mendyk (2009): Aquatic Foraging Behavior and Freshwater Mussel (Velesunio sp.) Predation by Varanus panoptes panoptes in Central-Western Queensland. Biawak 3(3): 85-87 (Volltext; PDF; 1,9 MB)
9. ↑  
P. Lenk et al. (2005): A parthenogenetic Varanus. Amphibia-Reptilia 26(4):. 507-514
10. ↑  
R. Wiechmann (2011): Eigene Beobachtungen zur Parthenogenese bei Waranen. elaphe 19(1): 55-61
11. ↑  
B. Ujvari & T. Madsen (2009): Increased mortality of naive varanid lizards after the invasion of non-native cane toads (Bufo marinus). Herpetological Conservation and Biology 4(2): 248-251